# OlgaDischiVolanti
OlgaDischiVolanti è un'etichetta discografica indipendente italiana fondata nel 1997.

## Storia
L'etichetta discografica viene fondata nel 1997 da Enrico Degli Esposti e Cristina Luppi, sotto il nome di Olga.
Esordisce con la pubblicazione del primo lavoro di Fatur, l'ex CCCP - Fedeli alla Linea, L'amour (1997).
Nel 2009 cambia nome in OlgaDischiVolanti, proseguendo con la pubblicazione di diversi lavori discografici di diversi artisti, tra cui Fatur, con gli album Faturismo (2000), Cesso 2012 (2012) e vari remix, e con le pubblicazioni più recenti degli Incontrollabili Serpenti.
Sotto la guida di Enrico e Cristina, l'attività dell'etichetta è tuttora in corso.
Nel 2020 nasce una collaborazione con il teatro STED di Modena, con il quale viene allestito il progetto ModenArtBox - 059, che vede la creazione della serie ShakespeareSound in "Electroprosa".

## Artisti
- B.B.
- Bob Lugli
- Data Love
- EDE
- Fatur
- Incontrollabili Serpenti
- Milch
- DJ Morgen Schroeder
- Sushi River
- Tony Was Tony